# SRGAP2
SRGAP2 és l'acrònim de l'anglès SLIT-ROBO Rho GTPase-activating protein 2 amb què s'identifica la proteïna SLIT-ROBO activadora de GTPasa Rho 2, també coneguda per proteïna d'unió a la formina 2 (FNBP2). A més de l'espècie humana, el gen que la codifica (SRGAP2) ha estat identificat en deu altres espècies de mamífers, com ara ratolins o primats.
La família a què pertany, les proteïnes SLIT-ROBO activadores de GTPasa Rho (SRGAP1,2,3) regulen el citoesquelet d'actina a través de l'acció inhibidora que exerceixen en GTPases petites (Rac1, RhoA, Cdc42).

## Funcions
SRGAP2 intervé en la migració neuronal, en la formació de les ramificacions neuronals i en el desenvolupament sinàptic. SRGAP2C retarda la maduració d'algunes neurones i fa augmentar la densitat de les espines dendrítiques. La infraregulació de SRGAP2 inhibeix la repulsió entre cèl·lula i cèl·lula i reforça la durada de contacte entre cèl·lula i cèl·lula.

## Duplicació del gen
El gen que codifica aquesta proteïna és un dels 23 que apareixen duplicats en l'espècie humana però no als altres primats.
El gen ancestral SRGAP2 apareix als genomes de tots els mamífers. Al genoma humà, s'ha anomenat SRGAP2A per distingir-lo de les tres duplicacions que es van produir posteriorment (SRGAP2B, SRGAP2C i SRGAP2D). La primera duplicació (SRGAP2b) va tenir lloc fa uns 3,4 milions d'anys, quan l'exó promotor i els nou primers exons d'un total de 22 es van copiar des de 1q32.1 fins a 1q21.1. Dues duplicacions posteriors van copiar SRGAP2b a 1p12, fa uns 2,4 milions d'anys, i a 1q21, fa un milió d'anys aproximadament.
La versió SRGAP2c, escurçada com s'ha dit, inhibeix la funció del gen ancestral i permet una migració més ràpida de neurones a còpia de disminuir la producció de filopodis i d'alentir la maduració sinàptica, a més d'augmentar la densitat sinàptica al còrtex cerebral.